# Mary Poppins (serie de libros)
Mary Poppins es una serie de ocho libros infantiles escritos por la autora británico-australiana P. L. Travers y publicados entre los años 1934 y 1988. Mary Shepard fue la ilustradora a lo largo de la serie.
Los libros giran en torno a Mary Poppins, una niñera inglesa mágica que es enviada por el viento del Este a la casa de la familia Banks en el número 17 de Cherry Tree Lane, Londres, para cuidar de los niños. Pronto tiene lugar una serie de encuentros con artistas callejeros y comerciantes, y un montón de fabulosas aventuras, hasta que Mary Poppins se marcha súbitamente. Solamente los primeros tres libros presentan a Mary Poppins llegando y yéndose de Cherry Tree Lane. Los últimos cinco libros recapitulan aventuras previamente no contadas de sus tres visitas originales. Como Travers explica en su introducción a Mary Poppins en el parque, «[Mary Poppins] no puede llegar e irse eternamente».
Los libros fueron adaptados por Walt Disney en una película musical titulada Mary Poppins (1964), protagonizada por Julie Andrews y Dick Van Dyke. La película Saving Mr. Banks (El sueño de Walt en Hispanoamérica y Al encuentro de Mr. Banks en España, 2013) representa la realización de la adaptación de 1964. Dicha adaptación tuvo una secuela estrenada en 2018, El regreso de Mary Poppins, producida por Walt Disney Pictures y protagonizada por Emily Blunt en el papel de Mary Poppins.
En 2004, Disney Theatrical, en asociación con Sir Cameron Mackintosh (que previamente había adquirido de Travers los derechos escénicos), produjo un musical también titulado Mary Poppins en el West End de Londres. El musical fue transferido a Broadway, Nueva York, en 2006, donde se mantuvo en cartelera hasta su cierre el 3 de marzo de 2013.

## Libros publicados en español

### Mary Poppins
Mary Poppins fue publicado en el Reino Unido en 1934 por HarperCollins. En España fue publicado en 1943 por Editorial Juventud, y en 2002 por Alianza Editorial.
El primer libro introduce a la familia Banks del número 17 de Cherry Tree Lane, Londres («calle del Cerezo» en la traducción de Borja García Bercero), conformada por el señor Banks, la señora Banks, sus hijos Jane y Michael, y los gemelos bebés John y Barbara. Cuando la niñera, Katie Nanna («tata Katie»), se va indignada de la casa, Mary Poppins llega al hogar de los Banks —con todo y su bolsa de alfombras— traída en volandas por el viento del Este. Acepta el trabajo (acordando quedarse «hasta que el viento cambie»), y los niños pronto descubren que su niñera, aunque severa, vanidosa y generalmente enojada, goza de un toque mágico que la vuelve maravillosa. Entre las cosas que viven Jane y Michael con Mary Poppins se incluyen una fiesta de té en el techo con el tío Albert, un viaje alrededor del mundo con una brújula, la compra de estrellas de pan de jengibre de la increíblemente extraña señora Corry, un encuentro con la Mujer de las Aves, una fiesta de cumpleaños con los animales del zoológico, y una salida de compras de Navidad con una estrella llamada Maia del cúmulo de las Pléyades en la constelación de Tauro. Llegado el final, en la que posiblemente sea la imagen más icónica asociada con Mary Poppins, la niñera abre su paraguas y el viento del Oeste se la lleva volando.

### Mary Poppins Comes Back
Traducido como Ha vuelto Mary Poppins por Editorial Juventud, y Vuelve Mary Poppins por Alianza Editorial, el segundo libro fue publicado en el Reino Unido en 1935 por HarperCollins. En España fue publicado en 1944 por Editorial Juventud, y en 2002 por Alianza Editorial.
Todo ha estado patas arriba desde que Mary Poppins se fuera del número 17 de Cherry Tree Lane. Un día, cuando el señor Banks manda a los niños al parque, Michael hace volar su cometa muy alto entre las nubes. Cuando Michael enrolla el sedal, todos se sorprenden al descubrir a Mary Poppins al final del hilo. Mary Poppins se hace cargo de los niños una vez más (aunque solamente se quedará «hasta que la cadena de su relicario se rompa»). En esta oportunidad, Jane y Michael conocen a la aterradora Miss Andrew, participan de una fiesta de té del revés, y visitan un circo en el cielo. En el capítulo «La nueva», una niña llamada Annabel nace en el seno de la familia Banks, y termina de redondear la familia de ahora cinco niños: tres hijas y dos hijos. Al igual que ocurre en Mary Poppins, Mary se va cuando llega el final —mediante un carrusel encantado, y arrojando su relicario a los niños a medida que desaparece—, pero esta vez con un «billete de vuelta, por si acaso» necesitara regresar.

### Mary Poppins Opens the Door
Mary Poppins abre la puerta fue publicado en el Reino Unido en 1943 por HarperCollins. En España fue publicado en 1963 por Editorial Juventud.
Cuando Mary Poppins dejó a los niños Banks por última vez en Cherry Tree Lane, se llevó un «billete de vuelta, por si acaso». En el tercer libro, Mary regresa al parque frente a Cherry Tree Lane del modo en que llegó, cayendo con fuegos artificiales. Nuevamente retoma sus deberes como niñera en casa de los Banks, y conduce a Jane, Michael, los gemelos John y Barbara, y a la bebé Annabel en varias aventuras mágicas. Esta vez visitan al primo Fred Twigley, se hacen amigos de una estatua que ha vuelto a la vida, van de cabalgata en caballos de menta, y participan de una fiesta de té bajo el mar.

### Mary Poppins in the Park
Mary Poppins en el parque fue publicado en el Reino Unido en 1952 por HarperCollins. En España fue publicado en 1964 por Editorial Juventud.
El cuarto libro contiene seis aventuras de los niños Banks con Mary Poppins durante su excursión por el parque de Cherry Tree Lane. Cronológicamente, los eventos representados en este libro ocurren durante el segundo y el tercer libro. Entre las aventuras en que se ven envueltos, se incluyen una fiesta de té con la gente que vive bajo los dientes de león, una visita a los gatos de otro planeta, y un baile de Halloween con sus propias sombras.

## Libros inéditos en español

### Mary Poppins From A to Z
Mary Poppins From A to Z («Mary Poppins de la A a la Z») fue publicado en el Reino Unido en 1962 por HarperCollins.
A lo largo de veintiséis viñetas (una por cada letra del alfabeto en inglés) se entretejen inesperados relatos de Mary Poppins, los niños Banks, y otros personajes de las novelas previas de Travers. Cada viñeta está repleta de diversión e inusuales palabras que comienzan con la letra en cuestión.

### Mary Poppins in the Kitchen
Mary Poppins in the Kitchen («Mary Poppins en la cocina») fue publicado en el Reino Unido en 1975 por HarperCollins.
Mary Poppins llega al rescate cuando la cocinera de la familia Banks se va inesperadamente, y les enseña a los niños los conocimientos elementales sobre cocinar. El libro incluye recetas de cocina.

### Mary Poppins in Cherry Tree Lane
Mary Poppins in Cherry Tree Lane («Mary Poppins en Cherry Tree Lane») fue publicado en el Reino Unido en 1982 por HarperCollins.
Mary Poppins se lleva a los niños Banks en una nueva y memorable aventura, esta vez durante la mágica víspera de las fiestas juninas. Tienen lugar toda clase de extraños eventos, e incluso míticas criaturas descienden de los cielos. En el apéndice del libro se incluye una lista de hierbas mencionadas en la historia, con sus respectivos nombres botánicos, locales, y en latín.

### Mary Poppins and the House Next Door
Mary Poppins and the House Next Door («Mary Poppins y la casa de al lado») fue publicado en el Reino Unido en 1988 por HarperCollins.
Los residentes de Cherry Tree Lane se angustian al saber que su queridísimo número 18, una casa vacía para la cual cada vecino había creado un inquilino imaginario, está a punto de ser ocupado por la institutriz del señor Banks de cuando era un niño: Miss Andrew, también conocida como «el Santo Terror». Su temida llegada también trae consigo una agradable sorpresa, puesto que Luti, un niño del mar del Sur, la acompaña tanto como su sirviente y estudiante. Maravillados ante la promesa de un nuevo amigo, Jane y Michael terminan frustrados por las restricciones que la hipocondríaca Miss Andrew ha impuesto sobre Luti, quien cada día añora más a su familia y los parajes tropicales de su hogar. Cuando la llamada al hogar que palpita en su corazón se vuelve intolerable, es Mary Poppins quien hace posible el viaje mediante una visita al Hombre de la Luna.

## Adaptaciones
Debido a la popularidad de los libros, estos fueron adaptados en multitud de ocasiones en varios medios.

### Studio One
El personaje fue traído por primera vez a la vida en una obra televisiva transmitida en vivo en 1949 por CBS, como parte de su serie antológica Studio One. Fue interpretada por la actriz Mary Wickes. E. G. Marshall interpreta al señor Banks, y Tommy Rettig, quien más tarde se convertiría en una estrella infantil en la adaptación televisiva de 1954 de Lassie, interpreta a Michael. David Opatoshu interpreta a Bert, un vendedor de fósforos en esta versión.

### Mary Poppins(1964)

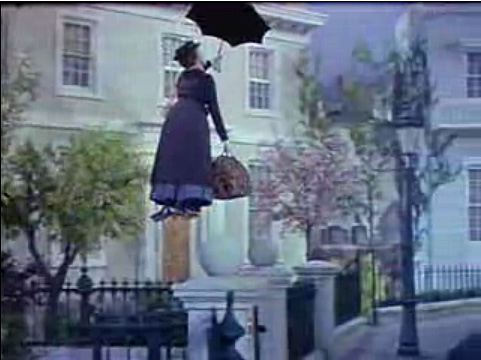
Fotograma de Julie Andrews del tráiler de la película Mary Poppins

Mary Poppins fue trasladada al cine en una película que adapta los cuatro primeros libros de la serie, producida por Walt Disney Productions en 1964. De acuerdo con la versión del cuadragésimo aniversario lanzada en DVD en 2004, Walt Disney intentó por primera vez adquirir los derechos cinematográficos de Mary Poppins de parte de P. L. Travers ya en 1938, pero su oferta fue rechazada porque Travers no creía que una versión fílmica de sus libros le haría justicia a su creación, y estaba en contra de que se la adaptara como dibujos animados. Los libros habían sido una predilección para las hijas de Disney en su infancia, y Disney finalmente fue capaz de asegurar los derechos en 1961, aunque Travers exigió, y obtuvo, el derecho de aprobar o rechazar el guion.
La relación entre Travers y Disney se detalla en Mary Poppins, She Wrote, una biografía de Travers escrita por Valerie Lawson y publicada por Aurum Press en el Reino Unido. La relación también es el tema central de la película Saving Mr. Banks (Walt Disney Pictures, 2013), protagonizada por Emma Thompson como Travers y Tom Hanks como Walt Disney.
El proceso de desarrollo de la película y la composición de las canciones duró aproximadamente dos años. Las canciones fueron escritas y musicalizadas por los hermanos Sherman. Mary Poppins fue interpretada por la actriz británica Julie Andrews. Disney contrató a Dick Van Dyke como Bert en un papel de reparto, mientras que los niños Banks fueron interpretados por Karen Dotrice y Matthew Garber. George y Winifred Banks fueron interpretados por David Tomlinson y Glynis Johns, respectivamente. La película presenta una mezcla de aventuras y episodios sacados de cada una de las novelas publicadas hasta la fecha, con nuevos eventos creados específicamente para la película. Entre algunas de las diferencias más notables con los libros originales, el film no incluye a los personajes John, Barbara, o Annabel Banks, y caracteriza a la propia Mary Poppins de forma más cálida y amable.
La película fue universalmente aclamada por la crítica y la audiencia, y fue nominada al Óscar a la mejor película con Julie Andrews ganando el Óscar a la mejor actriz por su interpretación de Mary Poppins. La película ganó otros cuatro premios Óscar por mejor canción original («Chim Chim Cher-ee»), mejor montaje, mejores efectos visuales, y mejor banda sonora original. La película transcurre en el año 1910.

### Mary Poppins, Goodbye(1983)
En 1983, la historia fue adaptada por el estudio Mosfilm de la Unión Soviética en la película musical para televisión en ruso titulada Мэри Поппинс, до свидания! (Mary Poppins, Goodbye), protagonizada por Natalia Andrejchenko (actuación) y Tatiana Voronina (canto) como Mary Poppins, Albert Filozov como George Banks, y Oleg Tabakov como Miss Andrew.

### Mary Poppins(2004)
La autora P. L. Travers se abstuvo de vender los derechos escénicos de las historias de Mary Poppins durante muchos años como resultado de su desagrado con la versión cinematográfica de 1964, y su percepción de haber sido tratada de manera descortés por Walt Disney en el estreno de la película.
Tras la producción teatral de Picketwire de 1980 en La Junta, Colorado, Travers eventualmente vendió los derechos escénicos al productor teatral londinense Cameron Mackintosh. La autora accedió con la condición (expresada en su testamento) de que únicamente escritores nacidos en el Reino Unido —y ninguno en Estados Unidos, en particular los involucrados en la producción de la película de 1964— podían estar directamente involucrados en el proceso creativo del musical. A pesar de su más que establecida antipatía por la película, Travers eventualmente cedió ante la insistencia de Mackintosh de que se permitiera a la producción teatral utilizar las icónicas canciones compuestas por los hermanos Sherman.
El estreno mundial de la adaptación escénica de Mary Poppins tuvo lugar en el Bristol Hippodrome en el Reino Unido en septiembre de 2004. La producción luego se trasladó al Prince Edward Theatre en el West End de Londres el 15 de diciembre de 2004, donde se mantuvo en cartelera durante tres años antes de concluir en enero de 2008. El espectáculo realizó, entonces, un tour por el Reino Unido, al mismo tiempo que multitud de versiones internacionales del musical se estrenaron por todo el mundo, incluyendo una larga estancia en Broadway, Nueva York.

### BBC Radio
El 31 de mayo de 2010, BBC Radio 7 emitió una dramatización de una hora mezclando muchas de las aventuras en un único drama, protagonizada por Juliet Stevenson como Mary Poppins. Esta producción ha sido retransmitida en multitud de ocasiones en BBC Radio 4 Extra.

### El regreso de Mary Poppins(2018)
El 14 de septiembre de 2015, Disney anunció que estaban trabajando en una nueva película de Mary Poppins, con una nueva trama y nuevas canciones, a pesar de que en el testamento de P. L. Travers figuraba que no podría hacerse una nueva versión cinematográfica de sus libros según sus deseos.
La película fue dirigida por Rob Marshall y escrita por David Magee. Las canciones fueron compuestas por Marc Shaiman y Scott Wittman, y ambos recibieron el apoyo de Richard Sherman, que junto con su difunto hermano y colaborador Robert Sherman, escribieron las icónicas canciones de la Mary Poppins original. La película no es un reinicio ni un remake del film de 1964; en esta película, Mary Poppins vuelve a visitar a los niños Banks de la primera película, que ahora son adultos, y se hace cargo de los tres hijos de Michael Banks. Está parcialmente basada en los restantes siete libros de Mary Poppins de Travers, y expande la historia que allí se narra.
Emily Blunt interpreta a Mary Poppins, junto a Lin-Manuel Miranda en el papel de Jack, un personaje similar al «Bert» de Dick Van Dyke del film original. El 31 de mayo de 2016 se anunció que la película se titularía El regreso de Mary Poppins (título original en inglés: Mary Poppins Returns), y que transcurriría en Londres durante la Gran Depresión, veinticinco años después de los eventos de Mary Poppins (1964). Emily Mortimer y Ben Whishaw interpretan a los ya crecidos Jane y Michael Banks. La película se estrenó el 19 de diciembre de 2018 en Estados Unidos y el Reino Unido.

## Personajes principales

### Mary Poppins
Mary Poppins es una niñera mágica que llega de sopetón al hogar de los Banks en Cherry Tree Lane, y se hace cargo de los niños Banks. Nunca hace mención ni reconoce sus extraños y mágicos poderes, y finge sentirse insultada cuando uno de los niños hace referencia a las aventuras vividas. Mary Poppins aparece por primera vez en Cherry Tree Lane siendo volada por los aires por el viento del Este. Al final del primer libro, Mary Poppins abre su paraguas hacia el viento del Oeste y deja que éste la eleve en el aire y se la lleve volando lejos de los niños. En la película de Disney de 1964 del mismo nombre, Mary es interpretada por Julie Andrews; en la secuela de 2018, El regreso de Mary Poppins, la interpreta Emily Blunt; en la dramatización de 2004 de BBC Radio 4, la interpreta Juliet Stevenson.

### Niños Banks
En los libros hay cinco niños Banks: Jane (la mayor), Michael, los gemelos John y Barbara, y Annabel. Jane y Michael son los mayores, y los que van en la mayoría de las mágicas aventuras con Mary Poppins; son los más destacados y vocales de los niños Banks. John y Barbara son bebés gemelos que únicamente comienzan a formar parte de las aventuras en el segundo libro. Annabel es la más joven, y nace a mitad del segundo libro. Aunque las edades de los niños jamás se mencionan explícitamente, se estima que Jane tiene alrededor de siete años en Mary Poppins, y John y Barbara tienen su primer cumpleaños en el mismo libro, y parecen tener aproximadamente dos años cuando nace Annabel. Solamente Jane y Michael aparecen tanto en la película como en la obra teatral. En la película son interpretados por Karen Dotrice y Matthew Garber; en la dramatización de 2004 de BBC Radio 4, son interpretados por Sophie Stuckey y Jonathan Bee. John y Annabel aparecen en El regreso de Mary Poppins de 2018, pero se los presenta como los hijos de Michael en lugar de sus hermanos. Michael tiene también en la película un tercer hijo llamado Georgie (nombrado presumiblemente en honor al padre de Michael, George Banks).

### Señor Banks
George Banks es el padre de familia y, por consiguiente, el empleador de Mary Poppins. Trabaja en un banco y vive en el número 17 de Cherry Tree Lane con su esposa y sus hijos. En los libros casi nunca está presente, pero se lo muestra bruscamente amoroso con su esposa e hijos. En la película tiene un papel mucho más destacado como un hombre furibundo, preocupado por el trabajo, que desea un mundo en orden y organizado, y que en general descuida a sus hijos y a su esposa; sin embargo, más tarde su actitud cambia para mejor tras ser convencido por Bert de que, mientras que el señor Banks le dedica demasiado tiempo a su vida en el banco, todo el resto de su vida, incluida la infancia de sus hijos, le pasa de largo. Nada de esto es mencionado en los libros. Su papel en el musical es similar al de la película, pero con un trasfondo derivado directamente de los libros originales, en el cual se explica que fue ignorado por sus padres y atormentado por la cruel institutriz de su infancia. En la película de Disney de 1964, el señor Banks es interpretado por David Tomlinson; en la dramatización de 2004 de BBC Radio 4, lo interpreta David Timson.
Por lo general se lo muestra consumido por su trabajo y, a lo largo de la película de 1964, vive ignorando a sus propios hijos. Pero no se trata de un personaje estático; su actitud va cambiando a través de la historia hasta convertirse, al final, en la clase de padre cariñoso que la mayoría de los niños desearían tener, evidenciado esto particularmente en la escena en la que arregla la cometa de sus hijos y los lleva afuera a volarla. A pesar de que se muestra presumido y severo, tal como figura en los libros, Walt Disney consideró que sería una persona demasiado pesimista como para representar en la película.
El título de la película Saving Mr. Banks («salvando al señor Banks»), tal como se explica en diálogo en el clímax del film, surge de la interpretación de que Mary Poppins realmente no está allí para salvar a los niños, sino al padre. La película conjetura que Travers escribió los libros de Mary Poppins como un modo de redimir su incapacidad, cuando era una niña, de salvar a su propio padre de sus flaquezas. Este tema de salvación paterna conformó las bases de los momentos de mayor carga dramática de la película de 1964, incluyendo el clímax con la sombría caminata nocturna del señor Banks por Londres.

### Señora Banks
La señora Banks es la esposa de George Banks y madre de Jane, Michael, John, Barbara, y Annabel. Su nombre nunca se revela en los libros, pero en la película y el musical fue llamada Winifred. En los libros se la presenta como la señora de la casa, siempre remando contra la corriente, y fácilmente intimidada por Mary Poppins, quien la trata con desdén poco disimulado. En la película, la señora Banks es una estridente suffragette (sólo cuando está en público; en la casa, se la establece como la típica esposa eduardiana), presentada bajo una visión un tanto satírica. La razón por la que la convirtieron en una suffragette en la película fue para explicar por qué a veces no tiene tiempo para cuidar de sus hijos. En el musical, la señora Banks solía ser actriz, y vive bajo constante presión por parte de su marido por entrar en su círculo social. En la película de 1964, es interpretada por Glynis Johns; en la dramatización de 2004 de BBC Radio 4, es interpretada por Deborah Berlin.

### Guardián del Parque
El Guardián del Parque (Park Keeper) es un personaje secundario bastante prominente en los libros. Suele aparecer frecuentemente en escenas que tienen lugar en el parque, uno de los sitios favoritos de Mary para llevar a los niños. El Guardián es bastante obsesivo y particular con respecto a los estatutos del parque y tal. Suelen confundirlo y molestarlo las aventuras mágicas de Mary Poppins, pero aprendió a aceptar que hay cosas sobre ella que él nunca entenderá. En secreto añora profundamente su infancia, y nunca pierde oportunidad de unirse a los niños Banks en sus juegos, ya sea volar cometas o ver los fuegos artificiales. Su nombre completo es Fred Smith, y su madre es la Mujer de las Aves. El personaje no aparece en la película de 1964, pero sí en el musical. En dicha adaptación canta «Let's Go Fly a Kite» con Bert y los niños. El Guardián del Parque aparece en la secuela de 2018, interpretado por Steve Nicolson.

### Bert el Cerillero
Bert es el amigo de Mary Poppins. En los libros, cuando el tiempo está lindo, Bert trabaja como artista callejero, pero siempre que llueve se dedica a vender cerillas, por lo que es conocido como el Cerillero (The Matchman). Mary a veces se va de paseo con Bert en su segundo jueves libre. Bert también es muy amistoso con los niños Banks y los otros residentes de Cherry Tree Lane. Además de vender cerillas y pintar en las aceras, tiene también una tercera ocupación ocasional: tocar música en la calle con su zanfona. En la película de 1964, Bert (interpretado por Dick Van Dyke) es una combinación del Cerillero y el Deshollinador, y tiene un rol más prominente en las aventuras de los niños, incluido el hecho de cuidar al tío Albert de Mary, y darle consejos sobre paternidad al señor Banks. En el musical, Bert cumple un rol similar, sirviendo también como narrador. En la película de 2018, Jack, el aprendiz de Bert, dice que Bert ganó suficiente dinero para irse de Londres y está ahora viajando por el mundo.

### Miss Lark
Miss Lark («señorita Alondra» en la traducción de Borja García Bercero) vive en la casa junto al número 17 de Cherry Tree Lane. Es sumamente rica y vive en una gran mansión. Es la dueña de dos perros: Andrew y Willoughby. Originalmente sólo tenía a Andrew, un perro de pura raza, pero el chucho Willoughby se unió a la familia cuando Andrew lo solicitó (el lenguaje perruno es traducido por Mary Poppins). Miss Lark aparece a lo largo de los libros, y en general se muestra horrorizada ante las excentricidades mágicas de Mary Poppins. Su rasgo más icónico es su obsesión con sus perros, tanto llevándolos a la peluquería canina como comprándoles abrigos y botas de piel. Aparece en la película de 1964 y en el musical en pequeños roles. En ambas adaptaciones, solamente tiene un perro: en la película el perro es Andrew, y en el musical es Willoughby. Willoughby también aparece en la secuela de 2018. En la película de 1964, Miss Lark es interpretada por Marjorie Bennett, mientras que en la secuela la interpreta Sudha Bhuchar, y Willoughby es interpretado por el actor animal «Ash».

### Almirante Boom
El almirante Boom también vive en Cherry Tree Lane. Es un antiguo oficial de marina, pero ahora vive en una casa con forma de barco junto con su esposa, la señora Boom, y su asistente, Binnacle («bitácora»), que solía ser un pirata. El almirante Boom es famoso por su uso soez del lenguaje de marineros, a pesar de que, dado que los libros están dirigidos a un público infantil, jamás dice ninguna palabrota; su exclamación favorita es «Blast my gizzard!» («¡malditas sean mis mollejas!»). En la película de 1964, el almirante Boom es un vecino de la familia Banks, que suele disparar un cañón para llevar la cuenta del tiempo; en esta versión, el almirante es mucho menos grosero y se lo presenta más como un caballero que insiste con el orden y la puntualidad. En dicha película es interpretado por Reginald Owen; en la secuela de 2018, es interpretado por David Warner.

### Otros empleados domésticos
En los libros, los Banks tienen tres empleados domésticos más aparte de Mary Poppins: Ellen, la señora Brill, y Robertson Ay. Ellen es la criada y, a pesar de que ama a los niños, odia tener que andar cuidándolos cuando no hay ninguna niñera en la casa. Casi siempre anda resfriada. La señora Brill es la cocinera; Ellen le desagrada particularmente. Suele ser muy gruñona por ninguna razón aparente. Robertson Ay es la persona que hace de todo en la casa. Es un chico adolescente muy vago y despistado, metiendo la pata con cosas como poner limpiabotas en el sombrero del señor Banks. En Mary Poppins Comes Back, se alude a que Robertson Ay es un personaje en una historia que Mary les cuenta a los niños sobre un rey que es llevado por el mal camino por un bufón, y que el bufón es él. La película de 1964 incluye a la señora Brill y a Ellen (interpretadas por Reta Shaw y Hermione Baddeley, respectivamente), pero no a Robertson Ay; el musical incluye a la señora Brill y a Robertson Ay, pero no a Ellen. Solamente Ellen aparece en la secuela de 2018, interpretada por Julie Walters. En ningún momento se menciona qué le ocurrió a la señora Brill.

### Amigos y familiares de Mary Poppins
- Mujer de las Aves: Una anciana que se sienta en los escalones de la catedral de San Pablo y le da de comer a las aves. Le vende bolsas de migas de pan a los transeúntes por dos céntimos la bolsa. Su lema es «alimenten a las aves, dos céntimos la bolsa». Aparece unas cuantas veces a lo largo de los libros, y es muy buena amiga de Mary. Más adelante se revela que la Mujer de las Aves es la madre del Guardián del Parque, y que su nombre real es «señora Smith». Aparece en la película de 1964 interpretada por Jane Darwell (en su última aparición en una película), y es el tema central de la canción «Feed the Birds» cantada por Mary Poppins. Cumple un rol similar en el musical, donde canta a dueto dicha canción junto a Mary.
- Señora Clara Corry: Una mujer extremadamente vieja de la que se dice es la mujer más vieja del planeta. Se dice que estaba en su adolescencia cuando el mundo fue creado, y conoció a Guillermo el Conquistador y a Alfredo el Grande. Es dueña de una tienda que vende pan de jengibre. Es capaz de desprenderse los dedos, que instantáneamente se convierten en azúcar cande u otros dulces, mientras que los dedos vuelven a crecer. Aparece en varias ocasiones a lo largo de los libros junto con sus hijas. La señora Corry tiene una breve aparición en la película de 1964, interpretada por Alma Lawton. En el musical, su papel es más grande y es dueña de una «tienda de conversación»; canta junto a Mary y Bert la canción «Supercalifragilisticexpialidocious». En la versión radial de 2004, es interpretada por Phyllida Law.
- Annie y Fannie: Son las hijas extremadamente grandes de la señora Corry, a las que está constantemente amedrentando y atormentando. Suelen estar siempre acompañando a su madre. Tienen una participación pequeña tanto en la película de 1964 como en el musical.
- Albert Wigg: El tío de Mary, presumiblemente el hermano de su madre. Es un hombre gordo y calvo con una personalidad jovial. Si su cumpleaños cae un viernes, se llena de tanto «gas de risa» y se pone a flotar en el aire. Aparece en la película de 1964 como el tío Albert, interpretado por Ed Wynn, y canta con Bert la canción «I Love to Laugh». No aparece en el musical.
- Arthur y Topsy Turvy: El primo de Mary y su esposa. Arthur Turvy se dedica a reparar objetos rotos, y sufre de una enfermedad que lo obliga a hacer lo opuesto a lo que él quiere (por ejemplo, ponerse de cabeza cuando quiere ponerse de pie), desde las tres hasta las seis de la mañana, en el segundo lunes de cada mes. A pesar de esto, se enamora de Topsy y se casa con ella. Topsy Turvy es interpretada por Meryl Streep en la secuela de 2018. En la versión radial de 2004, Arthur es interpretado por Andrew Sachs.
- Fred Twigley: Otro primo de Mary Poppins. En cada primera luna nueva, tras el segundo domingo lluvioso, luego del 3 de mayo, puede pedir que se le concedan siete deseos. Fue un regalo de su madrina.
- Mujer de los Globos: Una anciana amiga de Mary que vende globos en el parque. Sus globos parecen tener propiedades mágicas, dado que el nombre de quien sea que le compre uno aparece en el globo. Angela Lansbury la interpreta en la secuela de 2018.
- Nellie Rubina y el tío Dodger: Dos muñecos de madera de tamaño humano con caras chatas. Son dueños de una «tienda de conversación» que tiene la forma del arca de Noé. En el musical, la tienda de conversación de Nellie sí aparece, pero es manejada por la señora Corry.
- Nereo: Una estatua de marfil del personaje de la mitología griega, Nereo. Es traído a la vida por Mary Poppins, y revela que ansía ser reunido otra vez con su padre, Poseidón. Aparece en el musical durante la secuencia de «Jolly Holiday».
- Orión: Basado tanto en el personaje mitológico como en la personificación de la constelación, Orión es un amigo de Mary. Suele bajar a la Tierra desde los cielos para encontrarse con ella.

### Otros
- Miss Andrew: La autoritaria antigua niñera del señor Banks. Es extremadamente estricta y a veces cruel, lo que la llevó a ganarse el apodo de «el Santo Terror». Casi todos le tienen miedo, incluido el señor Banks, pero no Mary Poppins. Miss Andrew intenta imponerse en las vidas de los niños Banks, primero al venir a quedarse en casa de ellos, y luego al mudarse a la casa de al lado, pero sus planes son frustrados por Mary. A pesar de que no aparece en todos los libros, suele ser mencionada. El señor Banks incluso amenaza con contratarla si los niños Banks no se comportan. Si bien no está en la película de 1964, sí tiene un papel prominente en el musical. Su personaje es muy parecido al de los libros, y canta la canción «Brimstone and Treacle» en referencia a la «medicina» que les da a los niños como castigo: azufre y melaza.
- El Deshollinador: Apareciendo sólo en algunas ocasiones, el Deshollinador es un trabajador que suele frecuentar Cherry Tree Lane. Ha trabajado para Miss Lark, el almirante Boom, y la familia Banks. Cree que trae buena suerte darle la mano a un deshollinador, por lo que motiva a todo el mundo a estrechar su mano con él. El Deshollinador es particularmente amistoso con los niños Banks y, en una ocasión, acompañado por Bert y el Guardián del Parque, los lleva a ver los fuegos artificiales. Tanto en la película de 1964 como en el musical, el personaje del deshollinador es fusionado con el de Bert, y se convierte en un personaje mucho más prominente. Su superstición acerca de estrechar la mano con un deshollinador es aludida en la canción «Chim Chim Cher-ee». El personaje compuesto por Bert y el Deshollinador es interpretado por Dick Van Dyke en la película de 1964.
- Agente Egbert: El agente de policía local. Es un buen amigo del Guardián del Parque, y está secretamente enamorado de Ellen, la criada de los Banks. Es un trillizo, y sus dos hermanos Herbert y Albert son también policías, aunque, según él, son completamente distintos en cuanto a personalidad. En la película de 1964, su apellido es «Jones», y es interpretado por Arthur Treacher. Tiene una breve aparición en el musical.
- Profesor: Un caballero ya mayor que reside en Cherry Tree Lane. Es muy amigo de Miss Lark, y se insinúa que ella es su interés amoroso.
- Heladero: Un vendedor callejero, que viaja en bicicleta con su carro de helados. Aparece en varios momentos a lo largo de los libros.
- Señor Alcalde: El alcalde local, una figura frecuente en Cherry Tree Lane y sus alrededores. Suele acudir al parque para controlar al Guardián del Parque, de quien no siempre se fía. El Señor Alcalde suele ir acompañado por dos concejales.
- Primer Ministro: El primer ministro británico suele aparecer en escenas junto con el Guardián del Parque y el Alcalde.

### Personajes de una sola aparición
- La Vaca Roja: Una autodefinida «vaca modelo» a la que Mary Poppins recuerda como una buena amiga de su madre. Una vez, una estrella cayó y se quedó enganchada en su cuerno, provocando que bailara incontrolablemente hasta que, desesperada, saltó sobre la luna. Inesperadamente, se da cuenta de que extraña esa feliz sensación que bailar le daba, y siguiendo el consejo de la madre de Mary Poppins, decide buscar otra estrella. En Mary Poppins, Michael ve a la Vaca Roja caminando por Cherry Tree Lane en busca de una estrella, provocando que Mary Poppins le cuente su historia a los niños.
- Maia: La segunda hija de las siete Pléyades, que visita a los niños durante sus compras navideñas para comprarles regalos a sus seis hermanas.
- La Hamadríade: Una vieja y sabia serpiente, considerado el «rey de todas las bestias», que es el tío segundo de Mary Poppins de parte de su madre. Vive en el zoológico de Londres. Es el anfitrión de la fiesta de cumpleaños de Mary siempre que cae en una luna llena.

### Apariciones de personajes recurrentes
|                     | Mary Poppins (1934) | Mary Poppins Comes Back (1935) | Mary Poppins Opens the Door (1943) | Mary Poppins in the Park (1952) | Mary Poppins from A to Z (1962) | Mary Poppins in the Kitchen (1975) | Mary Poppins in Cherry Tree Lane (1982) | Mary Poppins in the House Next Door (1988) | Mary Poppins (película de 1964) | Mary Poppins (musical de 2004) | El regreso de Mary Poppins (película de 2018) |
| Serie de libros     | Serie de libros     | Serie de libros                | Serie de libros                    | Serie de libros                 | Serie de libros                 | Serie de libros                    | Serie de libros                         | Adaptaciones de Disney                     | Adaptaciones de Disney          | Adaptaciones de Disney         |                                               |
| ------------------- | ------------------- | ------------------------------ | ---------------------------------- | ------------------------------- | ------------------------------- | ---------------------------------- | --------------------------------------- | ------------------------------------------ | ------------------------------- | ------------------------------ | --------------------------------------------- |
| Mary Poppins        | Sí                  | Sí                             | Sí                                 | Sí                              | Sí                              | Sí                                 | Sí                                      | Sí                                         | Sí                              | Sí                             | Sí                                            |
| Jane                | Sí                  | Sí                             | Sí                                 | Sí                              | Sí                              | Sí                                 | Sí                                      | Sí                                         | Sí                              | Sí                             | Sí                                            |
| Michael             | Sí                  | Sí                             | Sí                                 | Sí                              | Sí                              | Sí                                 | Sí                                      | Sí                                         | Sí                              | Sí                             | Sí                                            |
| John                | Sí                  | Sí                             | Sí                                 | Sí                              | Sí                              | Sí                                 | Sí                                      | Sí                                         | No                              | No                             | Sí                                            |
| Barbara             | Sí                  | Sí                             | Sí                                 | Sí                              | Sí                              | Sí                                 | Sí                                      | Sí                                         | No                              | No                             | No                                            |
| Annabel             | No                  | Sí                             | Sí                                 | Sí                              | Sí                              | Sí                                 | Sí                                      | Sí                                         | No                              | No                             | Sí                                            |
| Señor Banks         | Sí                  | Sí                             | Sí                                 | Sí                              | Sí                              | Sí                                 | Sí                                      | Sí                                         | Sí                              | Sí                             | No                                            |
| Señora Banks        | Sí                  | Sí                             | Sí                                 | Sí                              | Sí                              | Sí                                 | Sí                                      | Sí                                         | Sí                              | Sí                             | No                                            |
| Guardián del Parque | No                  | Sí                             | Sí                                 | Sí                              | Sí                              | Sí                                 | Sí                                      | Sí                                         | No                              | Sí                             | Sí                                            |
| Bert                | Sí                  | Sí                             | Sí                                 | Sí                              | Sí                              | No                                 | Sí                                      | No                                         | Sí                              | Sí                             | No                                            |
| Ellen               | Sí                  | Sí                             | Sí                                 | Sí                              | Sí                              | No                                 | Sí                                      | Sí                                         | Sí                              | No                             | Sí                                            |
| Señora Brill        | Sí                  | Sí                             | Sí                                 | Sí                              | Sí                              | Sí                                 | No                                      | Sí                                         | Sí                              | Sí                             | No                                            |
| Robertson Ay        | Sí                  | Sí                             | Sí                                 | Sí                              | Sí                              | No                                 | No                                      | Sí                                         | No                              | Sí                             | No                                            |
| Almirante Boom      | Sí                  | Sí                             | Sí                                 | Sí                              | Sí                              | Sí                                 | Sí                                      | Sí                                         | Sí                              | Sí                             | Sí                                            |
| Miss Lark           | Sí                  | Sí                             | Sí                                 | Sí                              | Sí                              | Sí                                 | Sí                                      | Sí                                         | Sí                              | Sí                             | Sí                                            |
| Señora Corry        | Sí                  | No                             | Sí                                 | Sí                              | Sí                              | Sí                                 | Sí                                      | No                                         | Sí                              | Sí                             | No                                            |
| Mujer de las Aves   | Sí                  | No                             | Sí                                 | Sí                              | Sí                              | Sí                                 | Sí                                      | No                                         | Sí                              | Sí                             | No                                            |
| Miss Andrew         | No                  | Sí                             | Sí                                 | Sí                              | No                              | No                                 | No                                      | Sí                                         | No                              | Sí                             | No                                            |
| Albert Wigg         | Sí                  | No                             | Sí                                 | Sí                              | No                              | No                                 | No                                      | No                                         | Sí                              | No                             | No                                            |
| Topsy Turvy         | No                  | Sí                             | Sí                                 | No                              | No                              | Sí                                 | Sí                                      | No                                         | No                              | No                             | Sí                                            |
| Arthur Turvy        | No                  | Sí                             | Sí                                 | No                              | No                              | Sí                                 | Sí                                      | No                                         | No                              | No                             | Sí                                            |
| Mujer de los Globos | No                  | Sí                             | Sí                                 | No                              | Sí                              | No                                 | No                                      | No                                         | No                              | No                             | Sí                                            |
| Deshollinador       | No                  | Sí                             | Sí                                 | No                              | Sí                              | No                                 | No                                      | No                                         | Sí                              | Sí                             | No                                            |
| Fannie y Annie      | Sí                  | No                             | Sí                                 | Sí                              | No                              | Sí                                 | Sí                                      | No                                         | Sí                              | Sí                             | No                                            |
| Fred Twigley        | No                  | No                             | Sí                                 | No                              | No                              | Sí                                 | No                                      | No                                         | No                              | No                             | No                                            |
| Nellie Rubina       | No                  | Sí                             | Sí                                 | No                              | No                              | No                                 | No                                      | No                                         | No                              | No                             | No                                            |
| Tío Dodger          | No                  | Sí                             | Sí                                 | No                              | No                              | No                                 | No                                      | No                                         | No                              | No                             | No                                            |
| Neleo               | No                  | Sí                             | Sí                                 | Sí                              | No                              | No                                 | No                                      | No                                         | No                              | Sí                             | No                                            |
| Agente Egbert       | Sí                  | Sí                             | Sí                                 | Sí                              | Sí                              | Sí                                 | Sí                                      | No                                         | Sí                              | Sí                             | No                                            |
| Profesor            | Sí                  | Sí                             | Sí                                 | Sí                              | Sí                              | No                                 | Sí                                      | No                                         | No                              | No                             | No                                            |
| Señora Boom         | Sí                  | Sí                             | Sí                                 | Sí                              | No                              | No                                 | Sí                                      | Sí                                         | No                              | No                             | No                                            |
| Binnacle            | No                  | No                             | Sí                                 | No                              | Sí                              | No                                 | No                                      | Sí                                         | Sí                              | No                             | No                                            |
| Orión               | No                  | Sí                             | No                                 | No                              | No                              | No                                 | Sí                                      | No                                         | No                              | No                             | No                                            |
| Heladero            | No                  | Sí                             | Sí                                 | Sí                              | Sí                              | Sí                                 | Sí                                      | No                                         | No                              | No                             | No                                            |
| Primer Ministro     | No                  | Sí                             | Sí                                 | Sí                              | Sí                              | No                                 | Sí                                      | Sí                                         | No                              | No                             | No                                            |
| Señor Alcalde       | No                  | Sí                             | Sí                                 | Sí                              | Sí                              | No                                 | No                                      | No                                         | No                              | No                             | No                                            |
| Concejales          | No                  | No                             | Sí                                 | Sí                              | Sí                              | No                                 | No                                      | No                                         | No                              | No                             | No                                            |
| Andrew              | Sí                  | Sí                             | Sí                                 | Sí                              | Sí                              | Sí                                 | Sí                                      | Sí                                         | Sí                              | No                             | No                                            |
| Willoughby          | Sí                  | Sí                             | Sí                                 | Sí                              | Sí                              | Sí                                 | Sí                                      | Sí                                         | No                              | Sí                             | Sí                                            |